# Palindromes
Pour les articles homonymes, voir Palindrome (homonymie).
Pour plus de détails, voir Fiche technique et Distribution.
Palindromes est un film américain réalisé par Todd Solondz, sorti en 2004.

## Synopsis
Aviva est une adolescente de 13 ans dont le souhait est d'avoir un enfant. Après la mort d'un membre de sa famille, elle rencontre Judah, qui accepte d'avoir des relations sexuelles avec elle. Aviva se retrouve enceinte. On suit ensuite les conséquences que cette maternité aura sur sa vie.

## Fiche technique
- Titre : Palindromes
- Réalisation : Todd Solondz
- Scénario : Todd Solondz
- Production : Mike S. Ryan, Derrik Tseng pour Extra Large Pictures
- Musique : Nathan Larson
- Photographie : Tom Richmond
- Montage : Mollie Goldstein et Kevin Messman
- Décors : David Doernberg
- Costumes : Victoria Farrell
- Pays d'origine : États-Unis
- Format : Couleurs - 1,85:1 - Dolby Digital - 35 mm
- Durée : 100 min
- Date de sortie: 3 septembre 2004

## Distribution
- Matthew Faber : Mark Wiener
- Angela Pietropinto : Mrs. Wiener
- Bill Buell : Mr. Wiener
- Emani Sledge : 'Dawn' Aviva
- Ellen Barkin : Joyce Victor
- Valerie Shusterov : 'Judah' Aviva
- Richard Masur : Steve Victor
- Hillary Bailey Smith : Robin Wallace
- Danton Stone : Bruce Wallace
- Robert Agri : First Judah
- Hannah Freiman : 'Henry' Aviva
- Stephen Singer : Dr. Fleisher
- Rachel Corr : 'Henrietta' Aviva
- Stephen Adly Guirgis : Joe/Earl/Bob
- Will Denton : 'Huckleberry' Aviva
- Sharon Wilkins : 'Mama Sunshine' Aviva
- Alexander Brickel : Peter Paul
- Ashleigh Hertzig : Barbara
- Risa Jaz Rifkind : Trixie
- Dontae Huey : Shazaam
- Debra Monk : Mama Sunshine
- Walter Bobbie : Bo Sunshine
- Tyler Maynard : Jiminy
- Courtney Walcott : Crystal
- Joshua Eber : Skippy
- Khush Kirpalani : Ali
- Sydney Matuszak : Ell
- David Castro : Carlito
- Richard Riehle : Dr. Dan
- Shayna Levine : 'Bob' Aviva
- Ebrahim Jaffer : Motel clerk
- Jennifer Jason Leigh : 'Mark' Aviva
- Andrea Demosthenes : la mère de Gwyneth
- John Gemberling : Second Judah

## Commentaires
L'originalité du film tient dans le fait que le personnage d'Aviva est joué par différents interprètes, sept actrices et un acteur. L'ordre d'apparition de ceux-ci suit une structure palindromique. Le nom des personnages principaux Aviva, Bob et Otto sont d'ailleurs tous des palindromes.
Le personnage qui est enterré au début du film est Dawn Wiener, qui n'est autre que le personnage principal du premier film à succès de Todd Solondz : Bienvenue dans l'âge ingrat.